# Šport u 1932.
◄◄ | ◄ | 1929. | 1930. | 1931. | 1932.  | 1933. | 1934. | 1935. | ► | ►►
Arhitektura • Astronomija • Biologija • Film • Fotografija • Glazba • Kazalište • Kemija • Kiparstvo • Knjige • Književnost • Kršćanstvo • Meteorologija • Medicina • Planinarstvo • Politika • Pravo • Promet • Slikarstvo • Strip • Šport • Televizija • Znanost • Zrakoplovstvo • Željeznički promet
Šport u 1932.

## Svijet

### Natjecanja

#### Svjetska natjecanja
- Od 30. srpnja do 14. kolovoza – X. Olimpijske igre – Los Angeles 1932.

### Osnivanja
- Wigan Athletic F.C., engleski nogometni klub
- FC Metz, francuski nogometni klub
- Real Zaragoza, španjolski nogometni klub

## Hrvatska i u Hrvata

### Osnivanja
- HNK Šibenik, hrvatski nogometni klub
- NK Neretvanac Opuzen, hrvatski nogometni klub
- NK TŠK Topolovac, hrvatski nogometni klub

### Rođenja
- 8. lipnja – Milutin Šakić, hrvatski šahist († 2010.)

## Vanjske poveznice
|  | Zajednički poslužitelj ima još gradiva o temi Šport u 1932. |